# 8 Brygada Pancerna (Wehrmacht)
8 Brygada Pancerna, niem. Panzer-Brigade 8 (8 BPanc) – brygada Wojsk Pancernych Wehrmachtu.
Brygada została sformowana w listopadzie 1938 roku, w składzie 5 Dywizji Pancernej. Dowództwo brygady i 15 Pułk Pancerny stacjonowały w garnizonie Żagań, w koszarach przy obecnej ulicy Żarskiej, natomiast 31 Pułk Pancerny w Karniowie (niem. Jägerndorf). Jednostka wzięła udział w kampanii wrześniowej 1939 roku. W marcu 1941 roku dowództwo brygady zostało przemianowane na Dowództwo 100 Brygady Pancernej.